# قناة آمنة
في علم التعمية، القناة الآمنة (بالإنجليزية: secure channel)‏، هي طريقة لنقل البيانات الهامة التي لا يُراد العبث بها أو التجسس عليها. أما القناة السرية (بالإنجليزية: confidential channel)‏ فهي طريقة لنقل البيانات التي لا يُرادالتجسس عليها (قراءتها مثلًا) ولكن ليس بالضرورة أنه لا يمكن التلاعب بها. القناة الأصلية (بالإنجليزية: authentic channel)‏ هي طريقة لنقل البيانات التي تكون مقاومة للتلاعب، ولكن ليس بالضرورة ان تكون مقاومة للتجسس.

## أمثلة على الاستخدامات
تستخدم القناة الآمنة بشكل أساسي في تطبيقات الإنترنت التي تتطلب اتصالات آمنة (HTTP). أيضاً تستخدم في (SSH)أو بروتوكول النقل الآمن كنوع من أنواع الاتصال الآمن بين جهازين